# FREE FREE/SUPER MUSIC MAKER
「FREE FREE/SUPER MUSIC MAKER」（フリー フリー/スーパー ミュージック メーカー）は、日本の女性歌手、鈴木亜美のコラボレーション企画“join”の4枚目のシングル。

## 解説
- 2007年8月22日にavex traxよりリリース。CD、CD+DVDの2形態で発売。ジャケットもそれぞれの異なっている。後にのアナログ盤が、同年8月29日にリリースされた。
- 第4弾はcapsuleのメンバー・プロデューサー中田ヤスタカとコラボレーション。
- 両A面シングルとしては、「Don't leave me behind/Silent Stream」,「Reality/Dancin' in Hip-Hop」に続く3枚目。エイベックス移籍後では、初の両A面シングルとなった。
- プロモーションビデオは、「FREE FREE」のみ作られた。

## 収録曲
全曲作詞・作曲・編曲・プロデュース：Yasutaka Nakata

### CD
1. FREE FREE
2. SUPER MUSIC MAKER
3. FREE FREE（extended mix）
4. SUPER MUSIC MAKER（radio edit）

### DVD
1. FREE FREE（Music clip）

### アナログ盤
Side A
1. FREE FREE(extended mix)

Side B
1. SUPER MUSIC MAKER

## 収録アルバム
- FREE FREE
  - 『DOLCE』
  - 『Ami Selection』
- SUPER MUSIC MAKER (radio edit)
  - 『DOLCE』